# أوليفييه غريفز
أوليفييه غريفز (بالفرنسية: Olivier Greif)‏ هو عازف بيانو وملحن فرنسي، ولد في 13 يناير 1950 في باريس في فرنسا، وتوفي بنفس المكان في 13 مايو 2000.

## وصلات خارجية
- أوليفييه غريفز على موقع ميوزك برينز (الإنجليزية)
- أوليفييه غريفز على موقع أول ميوزيك (الإنجليزية)
- أوليفييه غريفز على موقع ديسكوغز (الإنجليزية)